# 曹啟
曹启（?—?），曹魏皇族，曹魏末期人物。魏文帝曹丕之孫，東海定王曹霖之子，东海王。
曹霖去世后，嘉平元年（249年），承嗣父亲東海王之位。景初、正元、景元年間加增食邑，合计所領共6200户。
其弟为曹魏4代皇帝高貴乡公曹髦。